# Danny DeVito
Daniel Michael "Danny" DeVito Jr. (født 17. november 1944) er en amerikansk skuespiller, instruktør og producer. I de fleste lande er han primært kendt for sine film.
DeVito er kendt for sin lave højde, kun 147cm, som han ofte drager fordel af i sine roller. I filmen Tvillinger, hvor han spiller sammen med Arnold Schwarzenegger, bliver denne højde(forskel) brugt til at gøre tvillingerne endnu mere forskellige. Ligeledes får han i rollen som ringmesteren i filmen Big Fish kæmpen, som spilles af Matthew McGrory, til at virke endnu større. DeVito spiller i øjeblikket Frank Reynolds i FX komedieserien It's Always Sunny in Philadelphia.
Fra 1982 til 2017 var han gift med skuespilleren Rhea Perlman, som han bl.a. spillede sammen med i filmen Matilda, som han også selv instruerede. Parret har tre børn.

## Filmografi i udvalg
- Gøgereden (1975)
- Gay (1987)
- Tvillinger (1988)
- Batman Returns (1992)
- Hoffa (1992), også instruktør og producer
- Pulp Fiction (1994), executive producer
- Junior (1994)
- Get Shorty (1995) også producer
- Matilda (1996), også instruktør og producer
- Herkules (1997) stemme
- L.A. Confidential (1997)
- Gattaca (1997), producer
- Man on the Moon (1999), også producer
- Big Fish (2003)
- Reno 911!: Miami (2007), også producer
- Lorax - skovens beskytter (2012), stemme
- Jumanji: The Next Level (2019)